# Туризам у Ванкуверу
Туризам у Ванкуверу је веома развијен а највише су томе допринели Светска изложба 1986. године  и Зимске олимпијске игре 2010..
Положај града га је учинио значајном туристичком дестинацијом. Туристи посећују : градске вртове, Станлијев парк, Парк краљице Елизабете, Вандусенову ботаничку башту,Капилано висећи мост, мостовe,планине, острва, шеталишта, океан и шуме у околини града. 
Међународни аеродром Ванкувер има велики број летова што је веома погодно за путнике и туристе. Сваке године преко милион људи дође у Ванкувер на својим крстарењима. 
Умерена клима у граду и близина океана, планина, река и језера учинили су овај крај популарном дестинацијом за рекреацију на отвореном. Ванкувер има више од 1.298 ha паркова, од којих највећи Стенлијев парк са површином од 404 ha. Ванкувер има неколико великих плажа, од којих су многе међусобно повезане и простиру се од обале Стенлијевог парка до јужног улаза у Енглески залив, од Кистиљана до земљишта Универзитета Британске Колумбије (који такође има плаже које нису део ужег града). Плаже дуге 18 km обухватају Другу и Трећу плажу у Стенлијевом парку, Енглески залив (Прву плажу), Сансет, Кистиљано плажу, Јерихон, Локарно, Шпанску обалу, Продужетак шпанске обале и Западну шпанску обалу. Постоји такође и плажа на језеру Трут. Плаже пружају услове за многе водене спортове, па је град популарна дестинација за љубитеље вожње чамцима.
На 20-30 минута вожње од центра Ванквера су Северне приобалне планине, са три скијашке зоне: Чемпресна планина, Планина Граус и Маунт Симор. бициклисти су направили чувене бициклистичке стазе дуж Северних приобалних планина. Река Капилано, Симор и Линин потокa,  које такође пролазе кроз Северне приоблане планине, пружају могућности љубитељима екстремних спортова у периодима јесењих киша и пролећног отапања снега, мада су кањони тих река више искоришћени за пешачење и пливање, него за екстремне спортове. 

## Туристичке атракције[3]
- Гренвил острво (Ванкувер)
- Гренвил улица (Ванкувер)
- Гренвил мост (Ванкувер)
- Бурард мост
- Музеј Света науке
- Станлијев парк
- Парк краљице Елизабете
- Вандусенову ботаничку башту
- Капилано висећи мост
- Чемпресна планина
- Планина Граус
- Маунт Симор

## Галерија
- Стаза за скијање на Чемпресовој планини
- Крстарење паробродом
- Вандусенова ботаничка башта Лавиринт
- Туристички Хидроавион у Ванкуверу
- Гренвил острво (Ванкувер)
- Парк краљице Елизабете